# Заруддя (зупинний пункт, Південно-Західна залізниця)
Заруддя — зупинний пункт Жмеринської дирекції Південно-Західної залізниці, розміщений на дільниці Старокостянтинів I — Гречани між зупинним пунктом Западинці (відстань — 8 км) і роз'їздом Климашівка (3 км). Відстань до ст. Старокостянтинів I — 33 км, до ст. Гречани  — 19 км.
Розташований у Красилівському районі Хмельницької області, за 0,5 км на північний захід від однойменного села.
Відкритий у 2000-их роках.